# Ça me vexe (chanson)
 (mai 2014).
Si vous disposez d'ouvrages ou d'articles de référence ou si vous connaissez des sites web de qualité traitant du thème abordé ici, merci de compléter l'article en donnant les références utiles à sa vérifiabilité et en les liant à la section « Notes et références ».
Pour les articles homonymes, voir Ça me vexe.
Singles de Mademoiselle K
Jalouse
Ça me vexe est une chanson de Mademoiselle K sortie en 2006 et issue de son premier l'album Ça me vexe.
Elle y décrit ses difficultés à trouver une maison de disque et à lancer sa carrière musicale. En conséquence, elle a été souvent reprise par des candidats de télé-crochets télévisés (par exemple, Julie en 2013 au théâtre de Nouvelle Star). 
Le clip  Ça me vexe, réalisé par Jcantonny Dubreuil, est diffusé en 2009.  
Elle a été influencée par la musique de Mathieu Chedid alias M.  